# Lecker
Lecker è un singolo del cantante tedesco Till Lindemann, pubblicato il 29 settembre 2023 come quarto estratto dal primo album in studio Zunge.

## Video musicale
In concomitanza con il lancio del singolo, l'artista ha diffuso sul suo canale YouTube il cortometraggio NSL diretto da Serghey Gray, in cui il brano è unito a Nass e Schweiss. Nello specifico, Lecker è stato girato nel gennaio 2022 nella tenuta di Bannaya e mostra scene di Lindemann cantare il brano circondato da varie donne e un orso ed altre con solo lui e l'animale.

## Tracce
Testi di Till Lindemann, musiche di Daniel Karelly, eccetto dove indicato.
1. Lecker – 3:31
2. Nass – 3:53
3. Schweiss – 4:01 (musica: Sky van Hoff)

## Formazione
Hanno partecipato alle registrazioni, secondo le note di copertina di Zunge:
- Till Lindemann – voce
- Daniel Karelly – strumentazione, cori aggiuntivi, voce aggiuntiva (ritornello), produzione, missaggio
- Svante Forsbäck – mastering